# Bergdorf (Bückeburg)
Bergdorf ist ein Ortsteil der Stadt Bückeburg im niedersächsischen Landkreis Schaumburg.

## Geografie und Verkehrsanbindung
Der Ortsteil liegt südöstlich unweit des Stadtkerns von Bückeburg am Harrl, einem bewaldeten westlichen Ausläufer des Bückebergs. Nördlich verläuft die B 65.

## Geschichte
Der Ort wurde unter dem Namen Barechttorpe im Jahr 1170 erstmals urkundlich erwähnt.